# Pleebo/Sodeken District
Pleebo/Sodeken District är ett distrikt i Liberia.   Det ligger i regionen Maryland County, i den sydöstra delen av landet, 400 km sydost om huvudstaden Monrovia.